# Pius-Stiftung
Die Pius-Stiftung finanziert seit 1931 zusammen mit der Akademie der Wissenschaften zu Göttingen die Arbeit an der Dokumentation aller Urkunden der Päpste (Göttinger Papsturkundenwerk oder Regesta Pontificum Romanorum oder Papsturkundenwerk der Pius-Stiftung). Ihren Namen hat sie nach Pius XI. (1922–1939), der ihren Grundstock bereitstellte. Sie hat ihren Sitz in Zürich.
Seit 1948 steht die Stiftung für Papsturkundenforschung unter der Aufsicht einer wissenschaftlichen Kommission aus je einem Vertreter des Archivio Segreto Vaticano bzw. der Biblioteca Apostolica Vaticana, der Monumenta Germaniae Historica, des Instituts für Österreichische Geschichtsforschung und der Schweizerischen Gesellschaft für Geschichte unter der Leitung des Vorsitzenden der philologisch-historischen Klasse der Akademie der Wissenschaften in Göttingen. Dem Sekretär der wissenschaftlichen Kommission obliegt die wissenschaftliche Leitung. Diese Funktion hatte zunächst Walther Holtzmann inne. Ihm folgten Theodor Schieffer und Rudolf Hiestand (1987–2003, Düsseldorf). Seit Januar 2004 liegt die wissenschaftliche Leitung des Unternehmens bei Klaus Herbers (Universität Erlangen-Nürnberg).
Jährliche Berichte über die Tätigkeit der Stiftung für Papsturkundenforschung finden sich jeweils im Deutschen Archiv für Erforschung des Mittelalters, im Jahrbuch der Akademie der Wissenschaften in Göttingen, in den Mitteilungen des Instituts für Österreichische Geschichtsforschung sowie in der Schweizerischen Zeitschrift für Geschichte.
Neben den ursprünglichen Schwerpunkten Italien, Deutschland und Frankreich erscheinen in neuerer Zeit verstärkt Bände zu England, Spanien und dem östlichen Mitteleuropa.
Eine umfangreiche Liste der fortlaufend publizierten Forschungs- und Regestenbände findet sich auf der Projektseite.